# Mrežnica
A Mrežnica egy folyó Horvátországban, a Korana bal oldali mellékvize.

## Leírása
A folyó a Keleti-Mrežnica (Jaruga, Dretulja) és Nyugati-Mrežnica (Sušik, Tounjčica, Zagorska Mrežnica vagy Zagorska rijeka) forráságaiból származik.
A Keleti-Mrežnica (vagy Kordunska Mrežnica) Vrnjika (vagy Jaruga) néven, Brinjétől 10 km-re északkeletre, a Stajničko-mező déli részén, a Kalun-hegy (729 m) lábánál ered. A Stajničko polje északnyugati pereméig a felszínen folyik, majd a Kis-Kapela alá bukik. Keleti-északkeleti irányú földalatti áramlás után a Plaško-mezőn, a Markanov-hegy (710 m) alatt Dretulja néven tör a felszínre. A forrástól a Plaški Dretuljig északkelet felé, majd délkelet felé folyik. Alsó szakaszán két ágra ágazik, amelyek a föld alá buknak. Ezután 6,5 km-es földalatti áramlás után Dretulja ágai a Popović vrh (479 m) lábánál Mrežnice falu közelében törnek elő. Innen a folyó a falu nevét kapta, és Turanjba, Károlyváros déli külvárosába folyik, ahol a Koranába ömlik.
A Nyugati-Mrežnica a Drežnica-mező északnyugati részén Sušik (Sušik-patak) néven fakad. Keletre folyik és Drežnica falu közelében bukik a föld alá. A földalatti áramlás (11,5 km hosszú) során északkeletre folyik és a Zagorska kosa lábánál (883 m) fakad a felszínre. Zagorska Mrežnica néven először északra, Sabljak Selotól Oštarije felé délkeleti irányban folyik. A Krpel (Bakarni, 515 m) alatt ismét a föld alá bukik, majd Tounj közelében a felszínre tör és délkelet és keleti irányban folyik. Ebben az irányban, 16,8 km hosszan Tounjčicának, majd miután északra fordul már Rudnicának hívják. Körülbelül 15 km-re Ogulintól keletre találkozik a Keleti-Mrežnicával. A Nyugati-Mrežnicát 1959-ben egy gát építésével Sabljak Selo közelében elrekesztették. Így jött létre a Sabljaci mesterséges tó (170 ha). A Nyugati-Mrežnica vizét egy földalatti csatornán keresztül vezetik le a Dobra-folyón lévő Goljak HES vizierőműbe.
A Mrežnica karsztos területen folyik át, melyet sekély karszt alkot. A geológiai alap jura és krétakori mészkövekből áll, amelyeket erősen megbontottak és alakítottak a lemeztektonika és a fluviokarszt folyamatai. A Mrežnica folyásának általános irányát a dinári irányra merőleges hasadékok határozzák meg. A Mrežnica völgye 71,4 kilométer hosszú, és többnyire kanyon típusú. A völgyet a forrástól Belavići településig mélységi erózió alakította, és ettől a falutól lefelé pedig az oldalirányú erózió volt az uralkodó. A mélységi erózió szurdokot hozott létre, amelyet a sekély károlyváros-korduni karsztba vágott. A szurdok uralja a Mrežnica Belavići falutól felfelé eső részét, melynek hossza körülbelül 58 km. A mélységi erózió lelassul, illetve teljesen megszakad a travertínógátak, azaz a vízesések keletkezése miatt. A folyón számos (összesen 93) vízesés van, mivel rendre travertínógátak állják az útját. A vízesések egyenetlenül oszlanak el (némelyik körülbelül tíz méter magas). Közülük a legjelentősebbek: Rončevića-vízesés (4,1 m), Milkovića-vízesés (8 m), Smoljanovića-vízesés, Reljića-vízesés, Jagodića-vízesés, Šušnjar (13 m), Korački-vízesés, Benića-vízesés, Rebića-vízesés (4,5 m), Puškarića-vízesés stb.
A Kulpa medencéjében sehol nincs olyan tiszta víz, mint Mrežnicában. Ennek oka a mészkőből álló kőzetek tisztasága, amelyeken keresztül folyik. A travertínó algák és mohák segítségével és a nagy mennyiségű oldott mészkővel olyan travertínógátakat hoz létre, amelyek felett a vízesések túlcsordulnak, egyikük szebb, mint a másik. E természetes gátak felett szurdokokkal övezett tavak találhatók, amelyeket Mrežnica évezredeken át vágott a környező mészkőfennsíkba.
A Mrežnica folyó vízrendszerét és áramlását a mrzlo poljei mérőállomáson mérik, amely a torkolattól 5,9 km-re található. A folyó az esőtől és hótól kapja a vizét. A Mrežnica vízszintje megfelel az éves csapadékmennyiségnek, a minimum a kevés csapadék miatt augusztusban, a maximum novemberben és decemberben van. A legalacsonyabb vízszintet a mérőállomáson 1979. szeptember 15-én mérték, amikor mindössze 2 cm volt, a maximálisan regisztrált vízszintet pedig október 2-án 420 cm-rel. 
A vízhozamok hasonló jellemzőket mutatnak, mint a vízszintek. A maximális vízhozam ősszel, leggyakrabban novemberben, a másodlagos pedig tavasszal, leggyakrabban áprilisban van. A Mrežnica átlagos vízhozama 34 m3/s. Ez az év során változik, így a forrásrészben augusztusban a minimum 5,8 m3/s, márciusban pedig 67,4 m3/s értéket is regisztráltak. A torkolat közelében áprilisban a minimum 13,8 m3/s, szeptemberben pedig a maximum 122,4 m3/s érték volt.

## Állatvilág
A folyóban következő halfajok képviseltetik magukat: sebes pisztráng (Salmo trutta), botos kölönte (Cottus gobio), fürge cselle (Phoxinus phoxinus), sujtásos küsz (Alburnoides bipunctatus), balkáni márna (Barbus balkanikus), fejes domolykó (Squalius cephalus), Rutilus pigus, paduc (Chondrostoma nasus), bodorka (Rutilus rutilus), vörösszárnyú keszeg (Scardinius erythrophthalmus), szélhajtó küsz (Alburnus alburnus), compó (Tinca tinca), csuka (Exos lucius), csapósügér (Perca fluviatilis).
A folyóban szerencsére keveset kísérleteztek a hazai és idegen fajok újratelepítésével, így valószínű, hogy a forrásoknál a pisztráng genotípusa megmaradt. A folyásirányban előfordulnak fejes domolykók és más pontyfélék, márna, paduc, bodorka, amelyekhez a csuka ragadozóként kapcsolódik. A Mrežnica felső folyásának végén, teljes középső és alsó folyás részén időnként kifognak egy lazacfélét, amelyet a helyi halászok tévesen galócának neveznek, de valójában tavi pisztráng.

## Galéria
- Generalski Stolnál
- Malom a Mrežnicán
- Fahíd a folyón
- Vízesés a Mrežnicán
- Duga Resánál
- A Mrežnica torkolata

## Fordítás
Ez a szócikk részben vagy egészben  a   Mrežica című horvát Wikipédia-szócikk ezen változatának fordításán alapul.  Az eredeti cikk szerkesztőit annak laptörténete sorolja fel. Ez a jelzés csupán a megfogalmazás eredetét és a szerzői jogokat jelzi, nem szolgál a cikkben szereplő információk forrásmegjelöléseként.